# Tsu de Suzhou
Le tsu de Suzhou, , est une symbole non standard de l’alphabet phonétique international utilisé en sinologie. Il fait notamment partie de la norme GF 3007-2006, « Jeu de symboles phonétiques universel chinois », du ministère de l’Éducation de la République populaire de Chine.
Dans la traduction chinoise des Études sur la phonologie chinoise de Bernhard Karlgren, Chao Yuen Ren, Li Fang-Kuei et Luo Changpei utilisent  pour représenter « une voyelle arrondie entre ʮ et ʯ avec les lèvres pincées vers l’extérieur, similaire à tʃ, tʃʼ, ʃ en anglais, allemand et français avec les lèvres pincées vers l’extérieur » et est appelé « tsu de Suzhou », étant retrouvé à Suzhou et Xianyang Huijing : notamment dans le mot 知 prononcé [tʂ] à Suzhou.

## Sources
- (zh) 国家语言文字工作委员会 [ = Comité de travail sur les langues nationales ], 中国通用音标符号集 = The Universal Phonetic Symbol Set in China [ = Jeu de symboles phonétiques universel chinois ], 中华人民共和国教育部, coll. « 语言文字规范 » (no GF 3007-2006),‎ 2006 (moe.gov.cn, ustb.edu.cn)
- (en) Y. R. Chao, « The Non-uniqueness of Phonemic Solutions of Phonetic Systems (音位標音法的多能性) », 歷史語言研究所集刊, vol. 4, no 4,‎ 1934, p. 363-390 (lire en ligne)
- (en) Y. R. Chao, « The Non-uniqueness of Phonemic Solutions of Phonetic Systems », dans Martin Joos, Readings in linguistics I : the development of descriptive linguistics in America, 1925-56, 1966 (1957) (lire en ligne), p. 38-54
- (zh) Bernhard Karlgren (高本漢), Chao Yuen Ren (趙元任), Luo Changpei (羅常培) et Li Fang-kuei (李方桂), 中国音韵学研究 [=Études sur la phonologie chinoise],‎ 2003 (1re éd. 1940) (ISBN 7-100-00018-1, lire en ligne)
- (zh-Hant) Luo Changpei (羅常培) et Wang Jun (王均), 普通語音学綱要, 北京, 科学出版社,‎ 1957 (lire en ligne)
- (zh-Hans) Luo Changpei (罗常培) et Wang Jun (王均), 普通语音学纲要, 北京, 商务印书馆,‎ 2004 (lire en ligne)